# Criptodonts
|  | Per a altres significats, vegeu «Criptodonts (sinàpsids)». |

Els criptodonts (Cryptodonta, gr. "dents amagades") són una subclasse de bivalves. Actualment té un sol ordre, Solemyoida, mentre que els Praecardioida només es coneixen per fòssils.
Les valves de la conquilla són relativament fines i una mica allargades. Tenen protobànquies, un tipus de brànquies relativament primitives.

## Taxonomia
- Cryptodonta
  - Ordre †Praecardioida
    - Família †Butovicellidae
      - Gènere †Butovicella

    - Família †Praecardiidae
      - Genus †Slava
      - Genus †Cardiola

    - Família †Antipleuridae
      - Genus †Dualina
      - Genus †Hercynella
      - Genus †Panenka (genus)

  - Ordre Solemyoida
  - Superfamília Solemyoidea
    - Família Solemyidae
      - Genus Acharax
      - Genus Solemya

    - Família Manzanellidae
      - Genus Manzanella
      - Genus Posterodonta

    - Família Nucinellidae
      - Genus Huxleyia
      - Genus Nucinella